# Путивльська фортеця
Путивльська фортеця — фортифікаційна споруда у м. Путивль (нині - Сумська область).

## Історія
Путивль вперше згадується у Іпатіївському літописі в 1146 році як фортеця новгородських князів Ольговичів.
Згідно зі «Слова о полку Ігоревім», на стінах Путивльської фортеці плакала княжна Ярославна, яка чекала на чоловіка з половецького полону. Саме після невдалого походу Ігоря Святославовича па половців у 1186 році фортеця була безуспішно обложена людьми зі степів.
У центрі фортифікаційних споруд розташовувався княжий дитинець з храмами (тут знайдений фундамент храму Вознесіння часів князя Ігоря) та будинками.
Путивль завжди був прикордонним містом, тому в фортеці знаходилися чисельні гарнізони. Місто було значним торговельним центром з митницею, що збирала мито з купців, пропускні брами форту виконували роль постів.
6 серпня 1500 року Путивльські мури здалися під натиском Московії. Ця подія відбувалась на тлі військової кампанії Московських князівств проти Литвиі того ж року  Путивль ввійшов до складу Російської держави. Тоді Путивльська кам'яна фортеця була однією з семи найбільших у Московії.
У XVI столітті Путивль став однією з головних фортець, яка захищала кордони Московії від нападів литовських феодалів, польської шляхти та кримських татар.
У другій половині XVII століття Путивль продовжував виконувати роль фортеці. Під час війни Туреччини з Польщею, коли у 1672 році турецька армія на чолі з султаном сунула в Україну, московітський цар Олексій Михайлович збирався з військом в Путивлі, щоб виступити звідти проти султана. Але, після укладення мирного договору Московії з Османською імперією у 1681 році та Польщею у 1686 році, фортеця втратила стратегічне значення, проте місто залишилось дуже значимим.
Зараз від фортеці збереглось дуже мало — це залишки північного валу та фундаменти храмів, рештки мурів і кілька перебудованих башт, які нині є частиною Мовчанського монастиря-фортеці та пам'яткою архітектури місцевого значення.

## Галерея

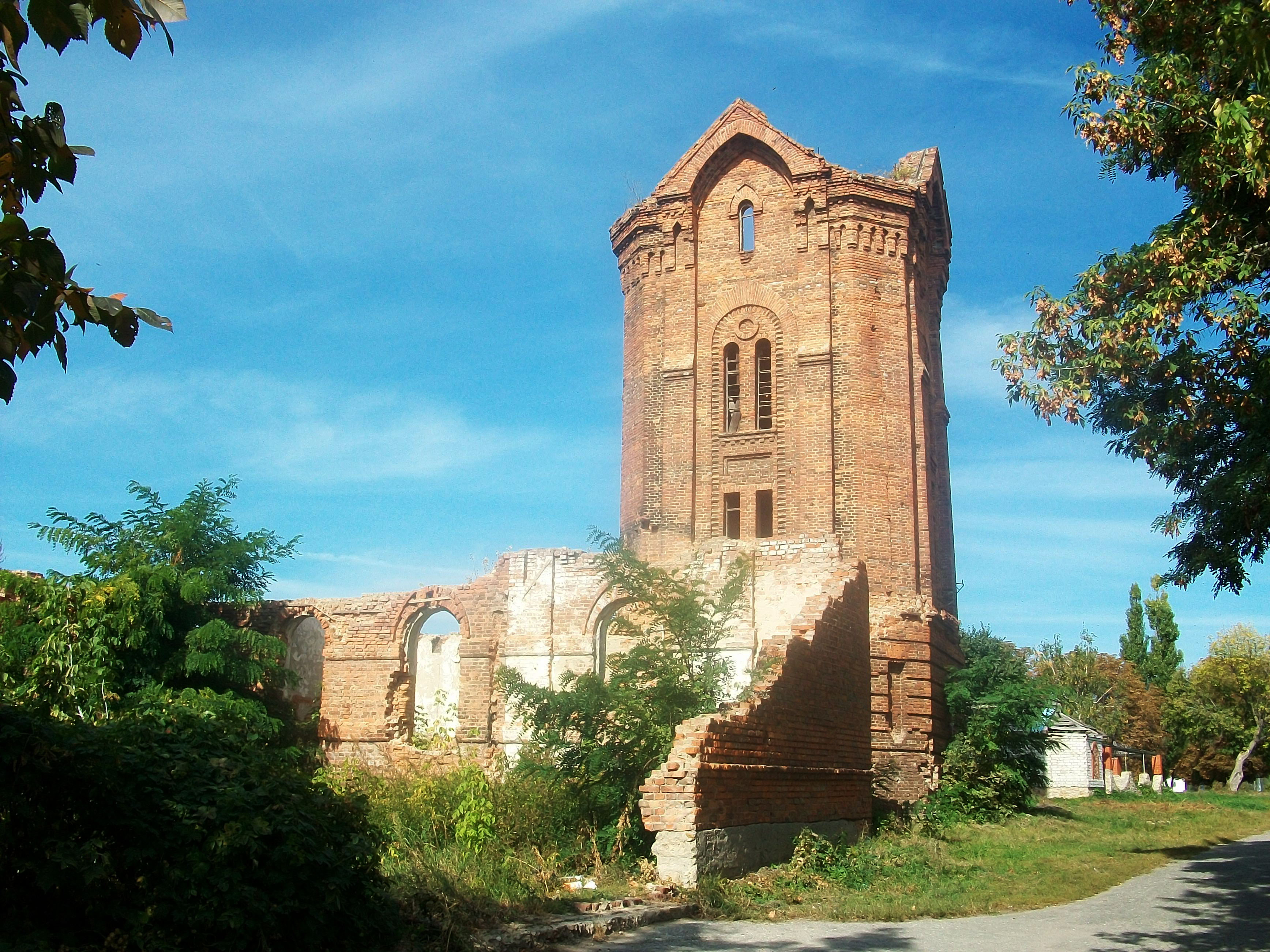
Руїни на місці Путивльської фортеці (теперішній вигляд 1)
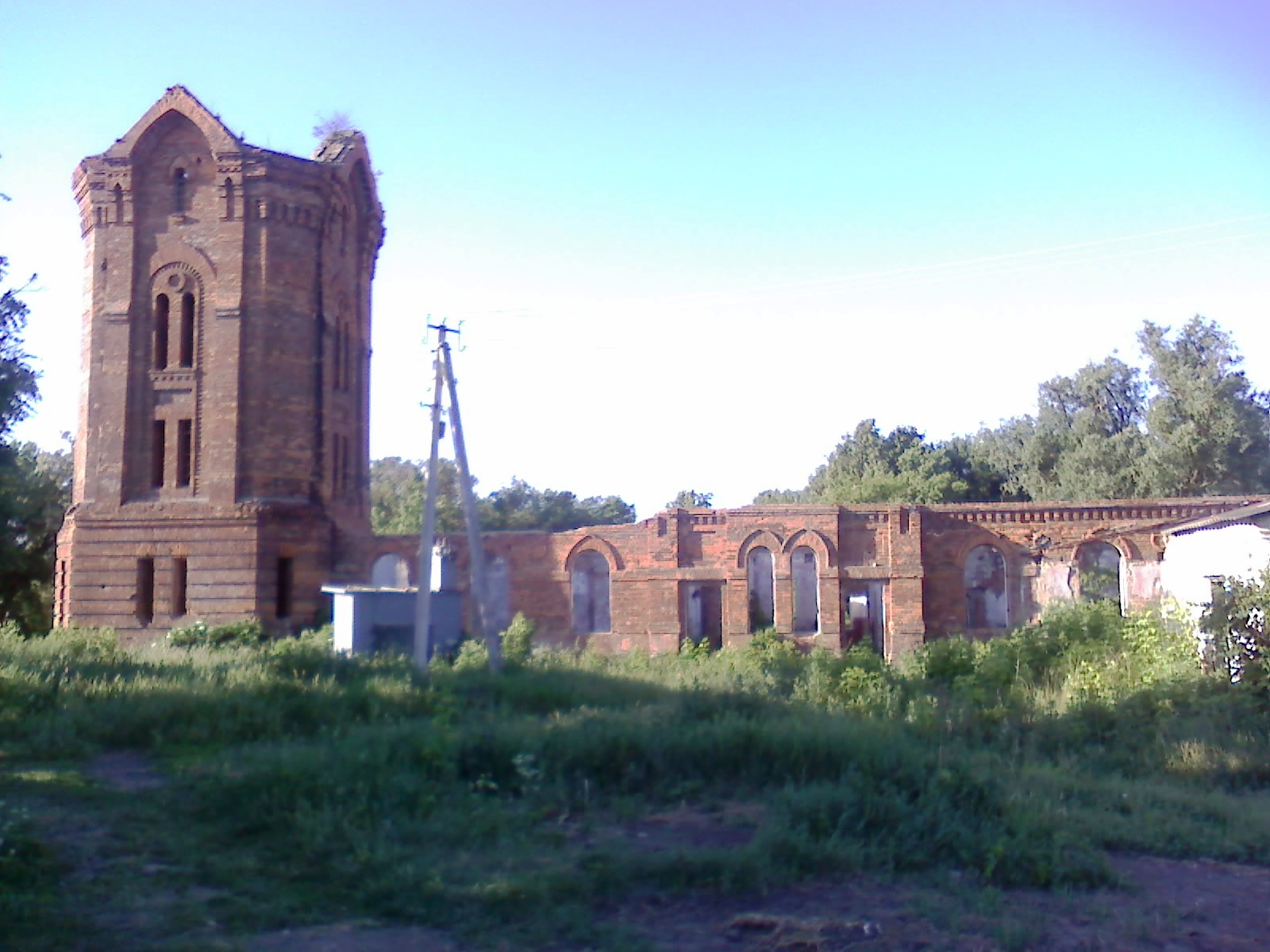
Руїни на місці Путивльської фортеці (теперішній вигляд 2)